# Кошиці
Кошиці (також Ко́шице; словац. Košice, угор. Kassa, нім. Kaschau) — друге за розміром місто Словаччини, лежить на сході країни біля підніжжя гірського масиву Чорна Гора в долині річки Горнад та на західній околиці етнічних поселень русинів.
Кошиці — центр Кошицького краю та важливий торговельний й індустріальний центр Словаччини. У Кошицях розташований Університет імені Павла Йозефа Шафарика та Технічний університет.
2013 місто отримало статус «Культурна столиця Європи-2013».

## Клімат
Клімат Кошиць є перехідним від вологого континентального клімату (Dfb за класифікацією Кеппена) до морського клімату (Cfb), оскільки місто розташоване у помірному кліматичному поясі. Атмосферні опади випадають протягом усього року, але їх максимум припадає на літній період. Найхолодніший місяць — січень із середньою температурою -3 °C, а найспекотніший місяць — липень з середньою температурою 19,3 °C.
| Клімат Кошиць | Клімат Кошиць | Клімат Кошиць | Клімат Кошиць | Клімат Кошиць | Клімат Кошиць | Клімат Кошиць | Клімат Кошиць | Клімат Кошиць | Клімат Кошиць | Клімат Кошиць | Клімат Кошиць | Клімат Кошиць | Клімат Кошиць |
| Показник | Січ.          | Лют.          | Бер.          | Квіт.         | Трав.         | Черв.         | Лип.          | Серп.         | Вер.          | Жовт.         | Лист.         | Груд.         | Рік           |
| Середній максимум, °C                                                                                                 | 0,5           | 3,2           | 9,3           | 15,0          | 20,3          | 23,2          | 25,1          | 25,1          | 20,3          | 14,3          | 6,2           | 1,4           | 13,66         |
| Середня температура, °C                                                                                               | −2,6          | −0,4          | 4,5           | 9,6           | 14,6          | 17,5          | 19,3          | 19,1          | 14,8          | 9,4           | 3,0           | −1,3          | 9,0           |
| Середній мінімум, °C                                                                                                  | −5,6          | −3,9          | −0,4          | 4,2           | 8,9           | 11,8          | 13,4          | 13,1          | 9,2           | 4,5           | −0,2          | −3,9          | 4,26          |
| Норма опадів, мм | 25            | 24            | 26            | 49            | 70            | 86            | 83            | 70            | 53            | 47            | 42            | 33            | 608           |
| Днів з опадами | 13            | 11            | 10            | 12            | 14            | 14            | 13            | 11            | 10            | 10            | 13            | 14            | 145           |
| --- | ------------- | ------------- | ------------- | ------------- | ------------- | ------------- | ------------- | ------------- | ------------- | ------------- | ------------- | ------------- | ------------- |
| Джерело: World Weather Information Service — Košice. Архів оригіналу за 27 березня 2017. Процитовано 26 березня 2017. |               |               |               |               |               |               |               |               |               |               |               |               |               |

## Історія
Історія Кошиць починається набагато раніше, ніж про існування міста було згадано вперше в 1230 р., де йшлося про костел у королівському поселенні – Villa Cassa — попереднику міста. Права міста Кошиці набули 1241 р., коли король Бела IV запросив до заселення «гостей» із Саксонії після монгольського нашестя на Угорське королівство. Середньовічна забудова, зосереджена навколо довгастої веретеноподібної площі, була в 1270 — 1290 рр. обнесена міськими стінами. Укріплене місто зберігало значення важливої фортеці до кінця XVIII ст.
У 1312 р., під час воєн за угорський трон, місто зібрало військо та на стороні короля Кароля Роберта Анжуйського в битві під Розгановицями розбило олігархів Омодея Аби та Матуша Чака Тренчанського, за що отримало значні привілеї. В 1369 р. Кошиці отримали міський герб, котрий є найстаршим гербом в Європі, про який є письмова згадка. Починаючи з XIV століття, Кошиці стало другим за значенням містом Словаччини, що тоді входила до складу Угорського королівства, з такими самими правами, що їх мала столиця Буда. Кошиці були культурним, промисловим торгівельним центром Верхньої Угорщини й розташовувалися на важливих торгівельних шляхах, особливо з Прибалтики на Балкани. За часів Сигізмунда Люксембурзького в першій половині XV ст. в місті почали культивувати готичний стиль, найяскравішим прикладом якого є собор святої Єлизавети. За часів правління Матвія Корвіна розквіт Кошиць досяг вершини: місто мало 10000 мешканців, належано до найбільших в Європі.
У ранньому Новому часі Угорщина була розділена на три частини (1541–1699), причому через своє географічне положення та значення Кошиці поперемінно входили до Габсбурзької імперії або до Трансільванії.
Кошиці стали ареною суперечок Реформації, причому німецьке та слов'янське населення сповідувало лютеранство, а мадярське — кальвінізм. Місто було протестантським у 1604–1606 рр. за князя Штефана Бочкая, в 1619–1626 рр. за князя Габріеля Бетлена та в  1644–1648 рр. за князя Георгія I Ракоці. В 1682–1685 рр. Кошиці є центром верхньоугорського князівства Текелі, що було підпорядковано безпосередньо Османській імперії.
У XV столітті Кошиці тимчасово захопив гусит Ян Їскра.
З XVI ст. Кошиці стали центром протигабсбурського руху в численних повстаннях угорської шляхти, і своєрідною столицею заколотника Ференца Ракоці, пізніше тут і похованого. Місто було головною протитурецькою фортецею в Верхній Угорщині та центром католицької освіти зі знаним Кошицьким університетом, заснованим у 1657 р.
У 1913 р. в Кошицях з'явилася міська електрична залізниця.
У 1919 у Кошицях угорські комуністи проголосили Словацьку Радянську Республіку, що проіснувала недовго. З весни 1938 — у складі автономної Словаччини. Але за Віденським арбітражем передано до складу Угорщини.
21 лютого 1945 — російсько-більшовицька окупація Кошиць, яка замінила угорську. 1946 — у складі Чехословаччини. З 1993 — місто в незалежній Словацькій державі.

## Пам'ятки культури

Собор св. Єлизавети

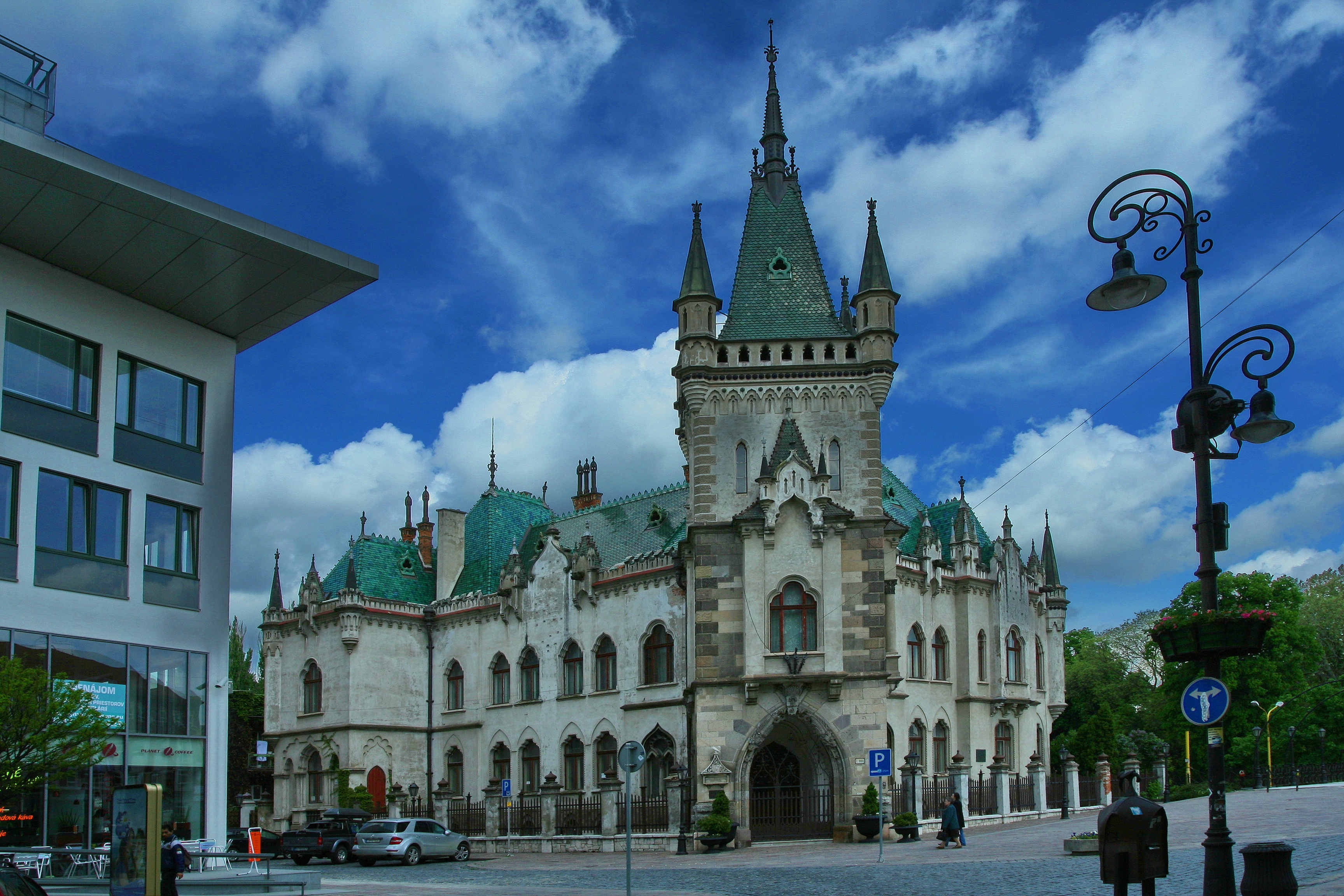
Якабів палац

### Замки та палаци
- руїни Кошицької міської фортеці з 1260—1290 рр.
- руїни Кошицької фортеці на горі на північному заході від міста
- Якабів палац (словац. Jakabov palác)
- Палац Андраші (словац. Andrášiho palác)
- Палац Чакі-Дежофі (словац. Čákiho-Dezőfiho palác)
- Понграц-Форгачівський палац (словац. Pongrácovsko-forgáčovský palác)
- Палац Гадік-Баркоці (словац. Hadik-Barkóciho palác)

### Музеї
- Східнословацький музей
- Словацький технічний музей
- Музей Войтеха Лоффлера (словац. Múzeum Vojtecha Löfflera)
- Археологічний музей
- Клуб національних меншин з пам'ятною кімнатою присвяченою Шандору Мараї
- Східнословацька галерея
- галерея поп-арту «Mihal Gallery»
- Галерея «KOPA DeSIGN»

### Храми
Головною визначною пам'яткою і домінантою міста є собор святої Єлизавети (словац. Dóm svätej Alžbety, англ. St Elisabeth Minster), який розташований на центральній площі міста. Це найбільша церква Словаччини, крім того, цей храм розташований далі за всіх на схід, у порівнянні з іншими готичними церквами Європи.
Будівництво цього готичного храму проходило під королівським наглядом у кілька етапів, починаючи з 1380 р. Його добудували в 1508 році, п'ятинавний інтер'єр собору має довжину 60 метрів і ширину 45 метрів. Вівтар 15 століття є одним з найбільших у Європі. На південній стороні розташована каплиця св. Михайла з другої половини 14 ст., на північній — башта Урбана (словац. Urbanova veža) з дзвіницею.
У Кошицях також відмінно збереглися найстарший будинок міста — костел домініканів з кінця 13 ст., костел св. Антона Падуанського з 1405 р., костел урсулянок з 1652—1655 рр., костел єзуїтів з 1671—1681 рр., костел Святого Духа з 1730—1733 рр., кальвінський збір з 1805—1811 рр., лютеранська кірха з 1804—1816 рр., греко-католицький собор з 1882—1886 рр., дві новіші греко-католицькі церкви і багато інших культових споруд.
Катедральний Собор Різдва Пресвятої Богородиці греко-католицької Кошицької єпархії збудований у 1882-1898 роках за проектом Вільяма Колацека та будівельника Людовіта Шмідта у неороманського стилі. У 1901 р. встановлено іконостас та кафедру. Церква стала кафедральною після створення Кошицького апостольського екзархату в 1997 році. З 2022 року при соборі створена громада українців візантійського обряду з ініціативи та благословення місцевого архієпископа Кирила (Василя).

### Театри
- Кошицький державний театр (словац. Štátne divadlo Košice)
- Кошицький ляльковий театр (словац. Bábkové divadlo Košice)
- Театр «Thália» — угорськомовний театр
- Театр «Romathan» — двомовний (словацькомовний та ромськомовний) театр
- Староміський театр (словац. Staromestské divadlo)
- Театр «на пероні» (словац. Divadlo na Peróne)
- Театр «у чемодані» (словац. Divadlo v kufri)
- Театр «Cassia Dance»
- Державний філармонічний оркестр Кошиць (словац. Štátna filharmónia Košice)

### Інші пам'ятки культури
- Державна наукова бібліотека (словац. Štátna vedecká knižnica)
- Центр сучасного мистецтва «Kulturpark» — на території колишньої казарми (словац. Kasárne Kulturpark)

## Парки
Найбільшим парком Кошиць є міський парк, створений у 1860-х роках між залізничним вокзалом і центром міста. У 2012—2013 роках в парку провели велику реконструкцію.
Ботанічний сад університету, заснований 1950 року, має дендрарій, колекцію декоративних рослин, а також колекції оранжерейних тропічних і субтропічних рослин.

## Населення
| Рік:            | 1994.   | 2004.   | 2014.   | 2024.   |
| --------------- | ------- | ------- | ------- | ------- |
| Кількість осіб: | 239 927 | 235 006 | 239 464 | 223 678 |
| Різниця:        |         | -2,05 % | +1,89 % | -6,59 % |

| Рік:            | 2023.   | 2024.   |
| --------------- | ------- | ------- |
| Кількість осіб: | 225 044 | 223 678 |
| Різниця:        |         | -0,60 % |

За даними перепису 2011 року в Кошицях мешкало 240 688 осіб.
Станом на 2011 рік за етнічною приналежністю та віросповіданням населення розподілялося наступним чином:
Етнічний склад
- словаки 73,8 %
- угорці 2,65 %
- цигани 2 %
- русини 0,68 %
- чехи 0,65 %
- українці 0,3 %
- німці 0,13 %

Віросповідання
- римо-католики 45 %
- атеїсти 16,6 %
- греко-католики 6,12 %
- лютерани 2,33 %
- кальвіністи 2 %
- юдаїсти 0,11 %

## Спорт

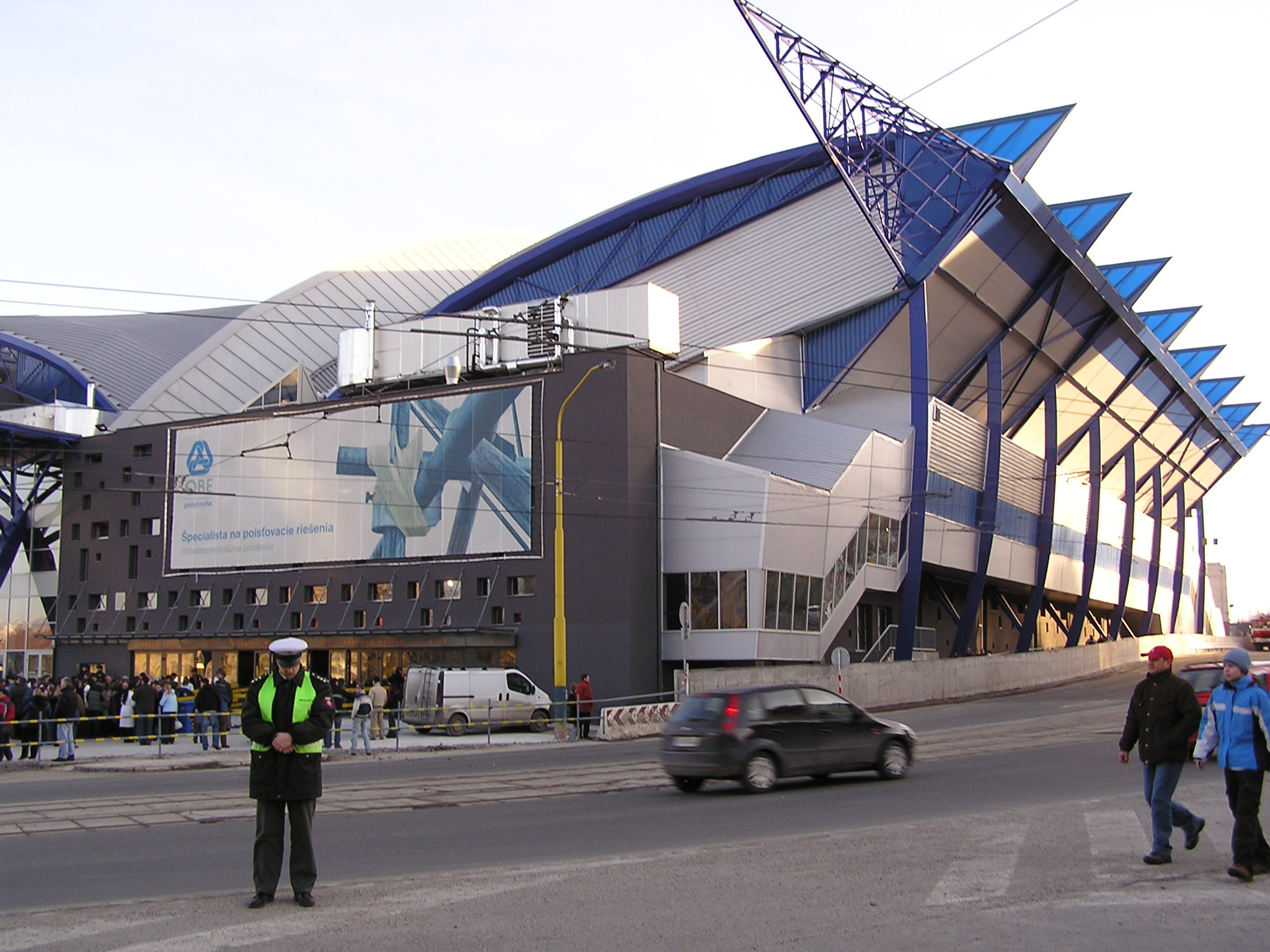
Стіл Арена (Steel Arena), де відбувався ЧС з хокею 2011

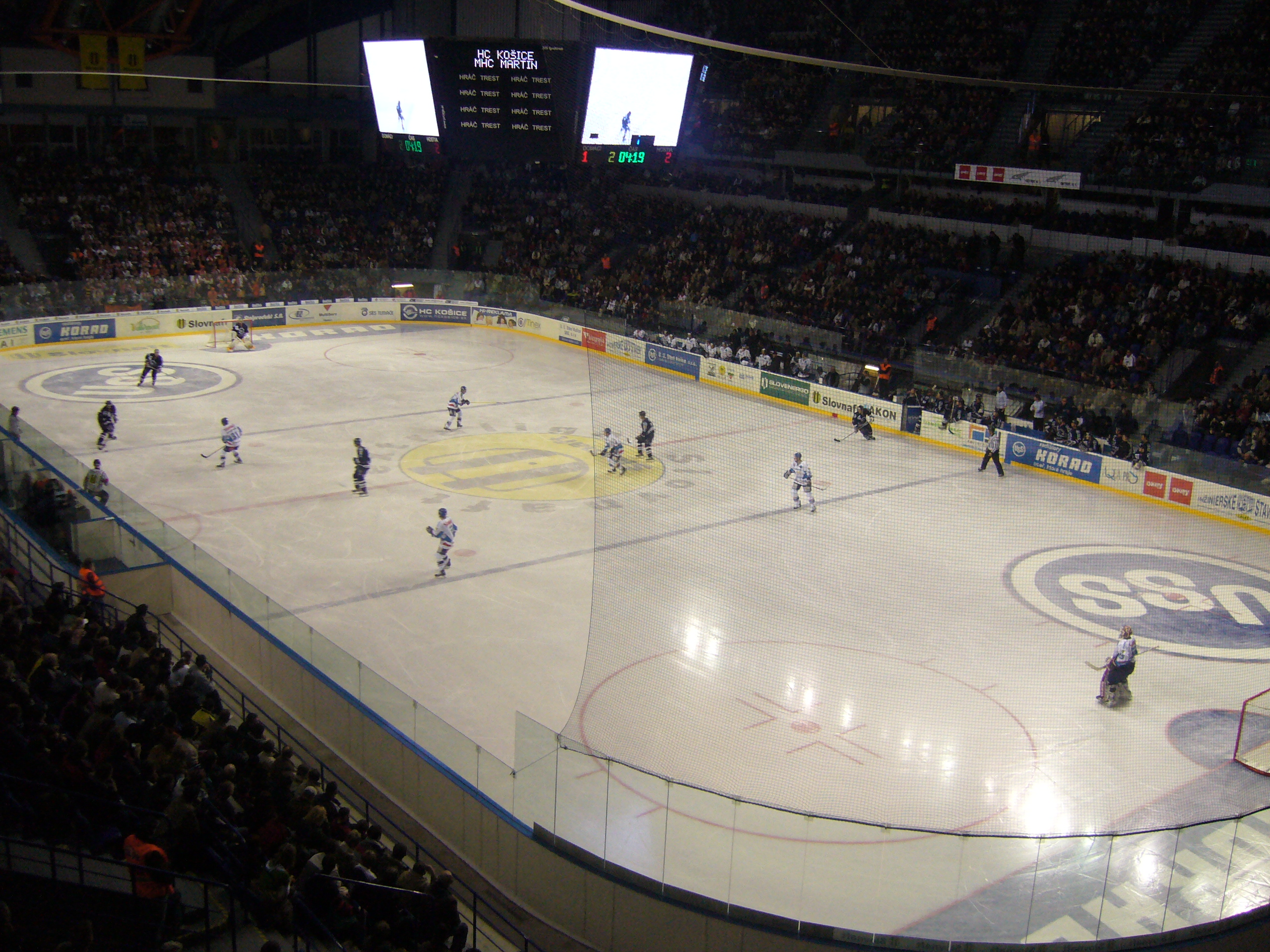
Стіл Арена (Steel Arena)

- традиційний міжнародний марафон (миру) в Кошицях — є найвизначнішою подією спортивного життя міста. Ці змагання проводяться в першу неділю жовтня щороку і збирають декілька тисяч учасників із багатьох країн світу. Марафон у Кошицях є найстарішим щорічним марафоном Європи, та найбільшим за кількістю учасників у східній Європі. Перші змагання було проведено у 1924-му році.[20]. У місті діє марафонський клуб Кошиці.
- хокейний клуб ХК Кошиці виступає в Словацькій Екстралізі, є одним із найсильніших у Словаччині — п'ять разів здобував титул чемпіона країни — 1995, 1996, 1999, 2009 та 2010-го років. Крім того, двічі (1986, 1988) ставав чемпіоном Чехословацької Екстраліги. Починаючи із 2006-го року, домашньою ареною клубу є Стіл Арена (слов. Steel Aréna), що вміщує 8,378 глядачів.
- футбольний клуб Кошиці виступає у другій лізі, до 2015 року виступав у найвищій Цоргонь лізі, футбольний стадіон «Локомотива/Чермель» вміщує 9600 глядачів. У сезоні 1997-98 рр. першим із словацьких клубів брав участь у груповому раунді Ліги Чемпіонів.
- баскетбол — жіноча команда «Добрі янголи» Кошиці (слов. DOBRÍ ANJELI Košice) — виступає у найвищій лізі (стадіон «Infiniti aréna»)
- гандбол — чоловіча команда 1.МГК Кошиці (слов. 1.MHK Košice) виступає у найвищій словацькій лізі
- футболтеніс (тенісбол) — чоловіча команда НК ДПМК Кошиці (слов. NK DPMK Košice) — кількаразові чемпіони Словаччини, чемпіони Європи та чемпіони світу.

Також у Кошицях проводиться один з найстаріших марафонів світу: згідно офіційного сайту марафону він є найстарішим в Європі. Заснований у 1924 році. У 1957 році його вперше виграв спортсмен з СРСР. Існують як чоловіча, так і жіноча траси. Олена Бурковська з України встановила рекорд на жіночій трасі — 2:30:50.

## Адміністративний поділ
Територія м. Кошиці поділяється на округи та на міські частини (квартали, райони):
1. Кошиці I (округ) — Джунґля, Кавечани, Север, Сідліско Тягановці, Старе место, Тягановці
2. Кошиці II (округ) — Лорінчик, Лунік IX, Мислава, Переш, Польов, Сідліско КВП, Шаца, Запад
3. Кошиці III (округ) — Дарґовских Грдінов (Дарґовських Героїв), Кошицька Нова Вес (Кошіцка Нова Вес)
4. Кошиці IV (округ) — Барца, Юг, Красна, Над Язером, Шебастовці, Вишне Опатске

## Транспорт
Громадський транспорт у Кошицях є під орудою Dopravný podnik mesta Košice. Муніципальна транспортна система є найстарішою в сучасній Словаччині, перша лінія конки була відкрита в 1891 році (електрифікована в 1914 році). На кінець 2010-х система громадського транспорту міста складається з автобусів, трамваїв та тролейбусів.
Залізнична станція Кошиці — залізничний вузол Східної Словаччини. Місто сполучено залізничним транспортом з Прагою, Братиславою, Пряшевим, Чиєрна-над-Тісоу, Гуменне, Мішкольцем (Угорщина) та Зволеном. Існує ширококолійна залізниця Ужгород - Кошиці з України, що веде до металургійного комбінату (U.S. Steel Košice) на південний захід від міста. Автострада D1 сполучає місто з Пряшевим.
Міжнародний аеропорт «Кошиці» розташовано на південь від міста.

## Відомі люди

### Народилися
- угорський політик Ференц Салаші;
- швейцарська тенісистка Мартіна Хінгіс;
- словацький співак і музикант Вальдемар Матушка;
- австрійський письменник-авангардист Андреас Окопенко;
- чехословацький хокеїст Ладіслав Трояк;
- словацька співачка Барбара Гащакова;
- українська поетеса, редактор Няхай Маруся;
- словацький державний і політичний діяч Павол Пашка.

### Померли
- австрійський дипломат і військовик Еріх Лясота.

## Міжнародні відносини

### Поріднені міста

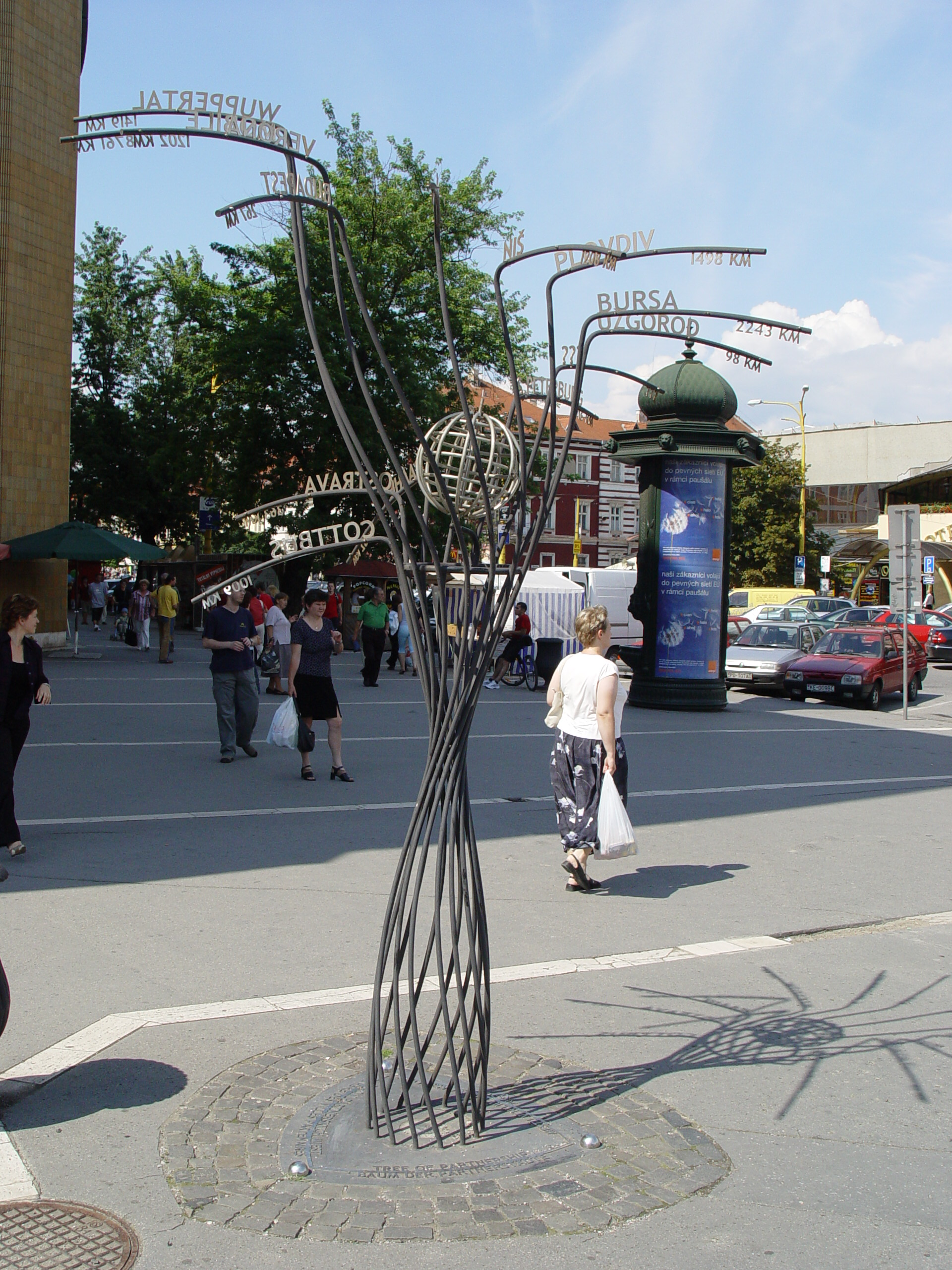
Пам'ятник «Партнерське Дерево» на Главній вулиці в Кошицях

Станом на 2022 рік, порідненими містами Кошиць є 16 міст:
- Вупперталь (1980)
- Рааге (1987)
- Катовиці (1991)
- Коросно(1991)
- Ряшів (1991)
- Котбус (Хосебуз) (1992)
- Ужгород (1993)
- Санкт-Петербург (1995)
- Мішкольц (1997)
- Бурса (2000)
- Мобіл (2000)
- Ніш (2000)
- Пловдив (2000)
- Острава (2001)
- Високі Татри (2006)
- Абауйсанто (2007)

### Партнерські договори
Кошиці мають договори про партнерство та дружні зв'язки з 5 містами:
- Будапешт (1997)
- Ухань (2012)
- Вітебськ (2015)
- Дананг (2015)
- Сайгон (2016)
- Кривий Ріг (2017)

У 2017 році Кошиці та Кривий Ріг оголосили про партнерство у галузі спорту та спортивних змагань.

## Цікаві відомості
- Українська громада Словаччини використвоує назву «Кошиці» та відмінюють у множині (наприклад, «у Кошицях»). Ця ж назва є основною назвою міста в українському розділі Вікіпедії.
- 2013 року місто отримало статус «Культурна столиця Європи-2013».

## Дивіться також
- Кошицький край
- Братислава